# Parigi-Bruxelles 1914
La Parigi-Bruxelles 1914, decima edizione della corsa, si svolse il 7 giugno 1914 su un percorso di 440 km, con partenza da Parigi e arrivo a Bruxelles. Fu vinta dal belga Louis Mottiat davanti ai suoi connazionali Louis Heusghem e Joseph Van Daele.

## Ordine d'arrivo (Top 10)
| Pos. | Corridore          | Squadra | Tempo      |
| ---- | ------------------ | ------- | ---------- |
| 1    | Louis Mottiat      |         | 15h11'57"  |
| 2    | Louis Heusghem     |         | a 10"      |
| 3    | Joseph Van Daele   |         | a 2'27"    |
| 4    | Jean Rossius       |         | s.t.       |
| 5    | André Blaise       |         | a 15'30"   |
| 6    | Hubert Verdyckt    |         | a 23'45"   |
| 7    | Julien Tuytten     |         | a 38'30"   |
| 8    | Albert Dejonghe    |         | a 1h03'47" |
| 9    | Giuseppe Contesini |         | a 1h39'35" |
| 10   | Maurice Leliaert   |         | s.t.       |